# Модель ієрархічної складності
Моде́ль ієрархі́чної скла́дності (англ. Model of hierarchical complexity, скор. MHC) — модель оцінки складності поведінки, такої як користування мовою, логікою, математикою чи виконання інших когнітивних завдань. Ця модель визначає ієрархію рівнів складності когнітивних завдань на основі принципів теорії інформації. Модель розробляється Майклом Коммонсом та іншими дослідниками починаючи з 1980-х.

## Огляд
Модель ієрархічної складності (MHC) є формальною теорією для оцінки складності поведінки. Розроблена Майклом Л. Коммонсом і колегами, ця теорія визначає ієрархію рівнів складності когнітивних завдань на основі принципів теорії інформації. За допомогою моделі ієрархічної складності можна оцінити поведінку окремих істот (тварин чи людей) у будь-якій сфері, що пов'язана із когнітивним розвитком. Перевага MHC полягає у наявності теоретичного опису рівнів, вільного від культурних контекстів та емпіричних припущень.
Ієрархія рівнів складності базується на наступних принципах (перші два принципи запозичені з теорії когнітивного розвитку Жана Піаже, третій принцип Майкл Коммонс додав):
1. Завдання більшої складності визначаються в термінах попереднього рівня складності.
2. Завдання більшої складності організовують дії попереднього рівня складності.
3. Завдання більшої складності організовують дії нижчого рівня складності не довільним способом (цим завдання більшої складності відрізняються від простих ланцюжків дій нижчого рівня складності).

Ці принципи ієрархії рівнів складності єдині не лише для різних людських культур, а й для різних видів живих істот. Причина єдності полягає в тому, що для всіх живих істот та людських культур застосовуються одні й ті ж самі принципи ієрархічної організації інформації (незалежно від змісту цієї інформації).
MHC визначає ієрархію з 16 рівнів ієрархічної складності. Вона відрізняється від інших моделей стадій розвитку тим, що ставить рівні розвитку в залежність не від формальних ознак (наприклад, вік людини, як у Жана Піаже), а від фактичних результатів виконання завдань різної складності. Безумовними перевагами цієї моделі є поєднання в одній ієрархії розвитку не лише дорослих та дітей, а й інших живих істот. Вищезазначені принципи визначають зростання складності поведінки та дозволяють спостерігати динаміку розвитку: наприклад, неможливо вивчити таблицю множення, поки не вивчені цифри; неможливо розповідати історії, поки не опанована здатність формувати закінчені речення, і т.п.
MHC чітко розрізняє стадії та дозволяє проводити виміри, адже завдання кожної конкретної стадії або виконане, або не виконане. Оскільки завдання кожного рівня складності можна розбити на завдання нижчого рівня складності, то модель претендує на побудову однозначно визначеної ієрархії рівнів складності.
Необхідно розрізняти горизонтальну та вертикальну складність. Горизонтальна складність означає більшу кількість інформації на тому ж рівні її організації. Наприклад, після вивчення таблиці множення на 1, 2 і 3 можна перейти до вивчення таблиці множення на 4, 5 і 6, а після складання речень з п'яти слів — до складання речень з десяти слів. Це той самий рівень складності, тобто збільшується горизонтальна складність, водночас вертикальна залишається незмінною. Вертикальна складність означає різні рівні організації інформації: наприклад, перехід від цифр до таблиці множення, від арифметики до алгебри, від слів до речень, а від речень — до наративів (історій). При зростанні горизонтальної складності зрозуміти і виконати завдання не складніше, навіть якщо на це потрібно більше часу.
Широко відомий коефіцієнт інтелекту (IQ) є типовим прикладом горизонтальної складності: по мірі вирішення завдань особою, яка проходить тестування, вони стають складнішими, але залишаються на тому же рівні вертикальної складності.

## Рівні ієрархічної складності
| Номер | Рівень (стадія)           | Дії цього рівня складності | Хто досягає цього рівня                                                                                                 |
| ----- | ------------------------- | --- | --- |
| 0     | Рахункова                 | Розрізняє 0 та 1. Реагує на стимули, але не розрізняє сили стимулів | Молекула |
| 1     | Автоматична               | Автоматично реагує на стимули, залежно від їхньої сили. Не навчається, не координує реакцію на різні стимули | Одноклітинні |
| 2     | Сенсорна чи моторна       | Реагує на різні стимули, координує реакцію на різні стимули, рухає частинами тіла | Хробаки, молюски, ранній ембріон людини                                                                                 |
| 3     | Циклічна сенсорно-моторна | Торкається, рухається, трясе об'єкти; видає прості звуки (фонеми); рухає частинами тіла після розпізнавання об'єктів | Риби, комахи, новонароджена дитина                                                                                      |
| 4     | Сенсорно-моторна          | Здійснює скоординовану серію рухів задля досягнення мети; вимовляє комбінації звуків (але не слова) | Щури, діти до 1 року |
| 5     | Номінальна                | Знаходить зв'язок між концепціями; вимовляє слова та розуміє їхнє значення | Лабораторні голуби, 1-річні діти                                                                                        |
| 6     | Реченнєва                 | Складає зі слів речення; використовує займенники (я, ти, моє, …). Виконує серію простих завдань, що потребують координації | Коти, 2-3-річні діти. Описаний випадок досягнення цього рівня папугою після багатьох років тренування Іреною Пепперберг |
| 7     | Пре-операційна            | Робить прості дедукції, виконує дії за списком, розповідає короткі історії (складає параграф з речень), використовує зв'язки (якщо – то – як – коли) тощо. Рахує події та об'єкти | Собаки, 3-5-річні діти                                                                                                  |
| 8     | Первинна                  | Робить логічні умовиводи, формулює емпіричні правила. Виконує прості арифметичні дії. Доводить твердження, займає позицію. Розповідає прості наративи. Самостійно складає і виконує послідовність дій. Розуміє час і простір, а́кторів                                                                         | Шимпанзе та резус-макаки, 5-7-річні діти                                                                                |
| 9     | Конкретна                 | Виконує будь-які арифметичні дії. Розуміє складні соціальні правила та ролі і дотримується їх. Розповідає складні послідовні історії. Розуміє взаємозв'язки, бере участь у соціальних подіях, планує та виконує угоди. Розуміє перспективу іншої особи та що з нею відбувається. Розуміє історію та географію | 7-11-річні діти, приблизно 10% дорослих. Франс де Вааль описує приклад поведінки мавп бонобо, що відповідає цьому рівню |
| 10    | Абстрактна                | Формулює абстрактні ідеї, думки та одиночні абстрактні поняття. Використовує квантори (ніхто, дехто, всі). Робить категорійні узагальнення («всі люди смертні») | Рівень доступний лише для людей. Підлітки після 11 років, приблизно 30% дорослих                                        |
| 11    | Формальна                 | Розуміє відносини між абстрактними поняттями («зростання добробуту веде до зменшення народжуваності»), користується емпіризмом, лінійною формальною логікою, алгеброю з одним невідомим та функціями однієї змінної. Розмовляє багатою мовою із саморефлексією та логічними зв'язками                         | Приблизно 40% дорослих, зазвичай формується після 14 років                                                              |
| 12    | Системна                  | Розуміє патерни в лінійних відношеннях, будує системи зв'язків між абстрактними поняттями та матриці, розв'язує рівняння з кількома невідомими, користується функціями кількох змінних. Розглядає відносини в контексті. Розуміє та обговорює юридичні, економічні, соціальні та екологічні системи           | Приблизно 20% дорослих, зазвичай формується після 18 років                                                              |
| 13    | Метасистемна              | Порівнює та синтезує різні системи з різною логікою та метасистеми, аналізує загальні якості систем (ізоморфність, гомоморфність, цілісність, співмірність тощо) та їхній взаємозв'язок. Розуміє та обговорює системи цінностей                                                                               | Приблизно 1,5% дорослих, зазвичай формується після 20 років                                                             |
| 14    | Парадигматична            | Породжує нові способи мислення на основі кількох абстрактних метасистем. Створює нові парадигми, наукові дисципліни. Проявляє фрактальне мислення | Кількість невідома, оцінюється в 0,001% дорослих, зазвичай формується після 25 років                                    |
| 15    | Крос-парадигматична       | Синтезує нові сфери думки і діяльності на основі кількох парадигм. Приклади: механіка Ньютона, еволюційна теорія Дарвіна, теорія відносності, квантова фізика, теорія хаосу, теорія струн, постмодерна філософія, інтегральна теорія тощо                                                                     | Кількість невідома, поодинокі приклади, зазвичай формується біля 30 років                                               |
16 рівень складності (Мета-крос-парадигматична стадія) описаний теоретично, але не спостережений.

## Зауваження
Модель ієрархічної складності є подальшим розвитком теорії когнітивного розвитку Жана Піаже, але має кілька важливих відмінностей:
1. Додані стадії розвитку, що перевищують рівень розвитку середньої дорослої людини.
2. Стадії розвитку визначені за результатами практичного виконання завдань, а не за віком.
3. Поєднані спільною моделлю діти, дорослі та інші живі істоти.

Модель ієрархічної складності використовується у психології, соціології, управлінській теорії та практиці, педагогіці.
Модель ієрархічної складності є одновимірною і не може поширюватися на сфери за межами когнітивного розвитку.